# Amarna Grab 12

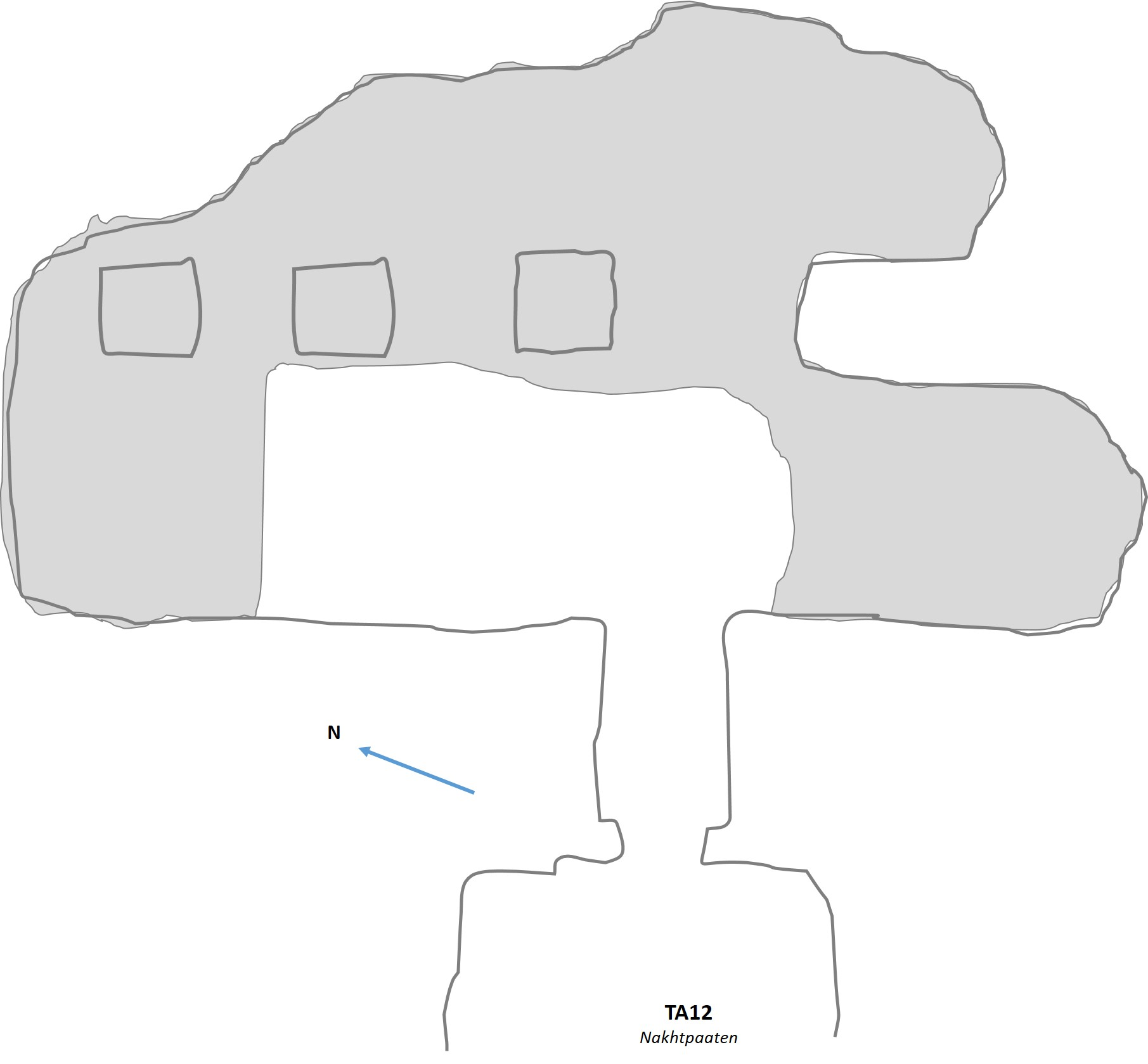
Plan des Grabes

Bei dem Grab 12 in der Nekropole der mittelägyptischen Stadt Amarna handelt es sich um die unfertige Grabanlage des Nachtpaaten (auch: Nachtpaaton), der das Amt eines Wesirs innehatte und damit das höchste Amt in der Verwaltung bekleidete. Die Grabanlage, die zur südlichen Gräbergruppe gehört, wurde begonnen: Es gibt eine Fassade, den Eingang und die Grabkapelle, die aber unfertig ist. Der Raum ist klein. Von drei Säulen sind die allerobersten Enden schon in den Fels gehauen, der untere Teil steckt noch im Fels. Am Eingang fanden sich jeweils links und rechts Tinteninschriften, die schlecht erhalten waren. Es handelt sich wahrscheinlich um Hymnen an den Sonnengott Aton. Die Inschriften überliefern aber vor allem den Namen und Titel des Nachtpaaten.